# Slavey

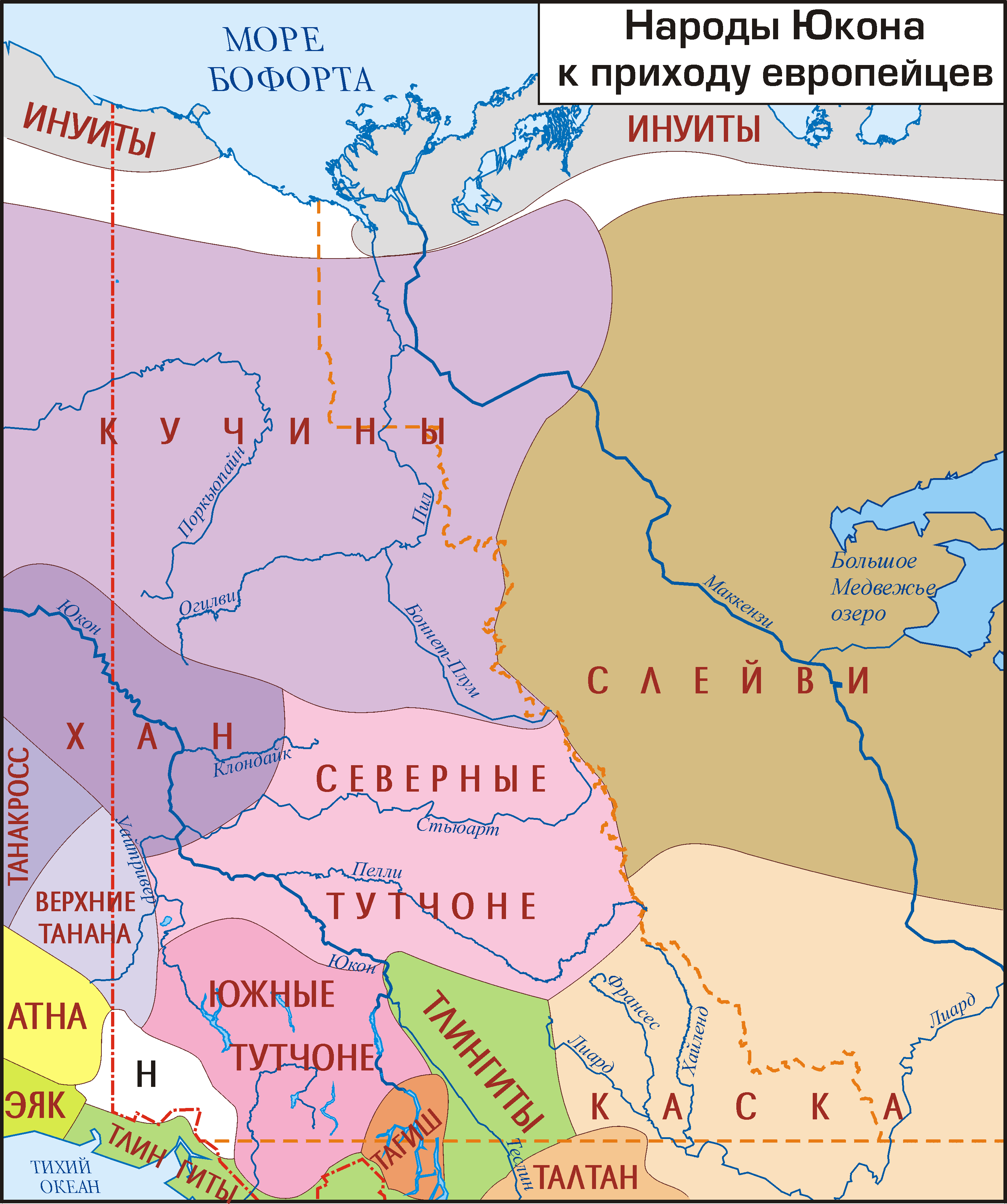
Größerer Teil des Siedlungsgebietes der Slavey (braun, im Osten) in den Nordwest-Territorien an der Grenze zum Yukon-Territorium u. a. First Nations vor Ankunft der Europäer. Karte (russisch) des Linguarium-Projektes der Lomonossow-Universität.

Die Slavey (veraltet Slave) umfassen mehrere verwandte kanadische First Nations, die in zwei regionale/territoriale sowie sprachliche Stammesgruppen unterteilt werden: den South Slavey oder Deh Cho Dene („Volk am großen Fluss, d. h. am Mackenzie River“) und den North Slavey oder Sahtu / Sahtu Dene („Volk am Great Bear Lake“).
Zusammen mit den Chipewyan (Denésoliné/Dënesųłiné), Yellowknife (T'atsaot'ine) und Dogrib (Tlicho/Tåîchô) bilden sie die fünf Bands (Stammesgruppen) der Dene („die Menschen, das Volk“), die sprachlich zu den Nördlichen Athapasken der Na-Dené-Sprachfamilie zählen. Die „Dene“ in Denendeh („Land der Dene“, heutige Nordwest-Territorien), Nunavuts sowie der im Süden angrenzenden Gebiete von Manitoba, Saskatchewan, Alberta und British Columbia sind besonders eng verwandt mit den ebenfalls zu den Athabasken (Athapasken) zählenden Stämmen im Interior Alaska sowie dem angrenzenden Yukon-Territorium – den „Alaska-Athabasken“ bzw. „Alaska Dene“.
Die „Alaska Dene“ nannten/nennen sich selbst Dinaa oder Dena und die als „Nördlichen Athabasken“ bzw. in Kanada meist einfach als „Athabasken“ bezeichneten Ethnien im Nordwesten Kanadas, nannten sich selbst T'ine oder T'ana – jedoch heute zumeist ebenfalls Dene („die Menschen, das Volk“).
Die im Südwesten der USA und Nordmexiko beheimateten „Südlichen Athabasken“ hatten ähnliche Bezeichnungen wie die „Nördlichen Athabasken (Dene)“ und „Alaska-Athabasken (Alaska-Dene)“; die Navajo nannten sich Diné und die Apache (je nach Dialekt) Indee, Ndé oder T'Inde („die Menschen, das Volk“).

## Stammesgebiete

### South Slavey oder Deh Cho Dene
Die South Slavey oder Deh Cho Dene („Deh Cho (Mackenzie River) Volk“, wörtlich: „Volk am großen Fluss“) gehörten zu den indigenen Völkern der Taiga und lebten in der South Slave Region am Süd- und Westufer des Tu Cho (Großen Sklavensee) („Großer See“) und in der Dehcho Region im Mackenzie River/Deh Cho-Flussgebiet im Süden von Denendeh („Land der Dene“, d. h. die Nordwest-Territorien) sowie im Northern Rockies Regional District rund um Fort Nelson im Nordosten von British Columbia; ihre Stammesgebiete reichten im Norden Albertas bis zum Slave River sowie südwärts bis zum Lake Athabasca im Osten, im Süden bis zum Peace-Athabasca-Binnendelta sowie westwärts entlang des Nordufers des Peace River bis zum Chinchaga River und Hay River (Kátå’odehche) sowie den Hay Lakes, im Nordosten von British Columbia befand sich die südwestliche Grenze entlang des Muskwa River und Fort Nelson Rivers (und dessen zahlreichen Nebenflüssen) und die nordwestliche am Liard River, der wiederum nordwärts im Süden Denendehs in den Mackenzie River mündet. Ihr Stammesgebiet umfasste borealen Nadelwald und wurde von Hunderten Seen, Bergen und den Flusssystemen des Slave River, Athabasca River und Mackenzie River dominiert.
Heute leben sie mit Ausnahme der South Slavey (Dene Tha) in Chateh (früher Assumption) im Nordosten Albertas, meist im Hay River Reserve in der South Slave Region im Süden der Nordwestterritorien sowie in mehreren Gemeinden in der Dehcho Region am Oberlauf des Mackenzie River: Fort Providence (Zhahti Koe, Zhahti Kų́ę́ oder Yahti Ndeé Køç – „Platz des Missionshauses“), Fort Simpson (Łíídlįį Kų́ę́, Liidli Koe oder Łíídlîî Køç – „Platz, wo zwei Flüsse zusammenfließen“), Fort Liard (Echaot'l Koe, Echaot’įe Kų́ę́ oder Echaot’îî Køç – „Ort/Heimat des Volkes aus dem Land der Riesen“), Sambaa K’e (ehemals Trout Lake, Sambaa K'e oder Łuezô Tué), Nahanni Butte (Tthenáágó – „starker Fels“), Kakisa (K’agee oder K’ágee – „zwischen den Weiden“), Jean Marie River (Tthek'éhdélį oder Tthets’éhk’edélį – „über Ton fließendes Wasser“) und Wrigley (Pedzéh Kñ, Pedzéh Kį oder Tthedzéh Køç – „Ort, wo Ton ist“). Viele Stammesmitglieder haben sich in letzter Zeit entschlossen, größtenteils ihre traditionelle Lebensweise wieder aufzunehmen und vom Sammeln von Beeren und Kräutern, dem Fischen und der Elchjagd und zu einem geringeren Teil der Jagd auf Karibu zu leben.
Die South Slavey lassen sich nicht wegen unterschiedlicher Dialekte (wie etwa die North Slavey), sondern auf Grund ihrer jeweils teilweise voneinander abweichenden Lebensweise in mehrere regionale Großgruppen unterteilen, die jeweils Stammesgebiete mit unterschiedlichen Ressourcen bewohnten und nutzten; allerdings ist es zweifelhaft, ob die unten genannten drei regionalen Großgruppen (und deren Bezeichnungen) bereits vor Kontakt mit Europäern von den South Slavey überhaupt unterschieden oder wahrgenommen wurden:
- die Deneke („Volk“) oder heute meist Dene Tha'/Deneða/Dene Dháa („Wahres Volk“) im Nordosten British Columbias, Nordwesten Albertas und Süden Denendehs entlang des Hay River, entlang des Petitot River und im Flussgebiet des Liard River
- die Deh Gah Got'ine („Volk am Fluss“) entlang des Mackenzie River westlich des Großen Sklavensees, die zumeist zum Handeln nach Fort Providence kamen, daher bezeichneten die meist familiär mit ihnen verwandten Métis das Fort als Deh Gah Got’ie Koe („Ort/Heimat des Volks am Fluss“, abgel. von: Deh Gah Gotie – „am Fluss“ sowie Koe/Kue – „Heimat oder Häuser“)
- die Deh Cho Dene („Volk entlang des Mackenzie River“) lebten im Flussgebiet des Mackenzie River

Heute bezeichnen sich die South Slavey in Alberta als Dene Tha („Wahres Volk“), wohingegen sich die First Nations der South Slavey in den Nordwestterritorien heute als Deh Cho Dene („Volk entlang des Mackenzie River“) bezeichnen.

### North Slavey oder Sahtu Dene
Die North Slavey bewohnten die Taiga sowie die Waldtundra in der Sahtu Region meist westlich und nördlich des Großen Bärensees (von ihnen Sahtu genannt) sowie beiderseits des Mackenzie River, im Norden nördlich von Colville Lake sowie umliegender Seen (Lac des Bois (Tashín Tué), Lac Belot (Nilîn Tué), Aubrey Lake/Lake Aubry (Tué Sho), Dunedelatue Lake, Lac Maunoir) bis zum Anderson River (Sihonilîne) im Nordosten, im Osten bis zum Horton Lake (Arakíe Tué) sowie entlang des Horton River, im Südwesten entlang des South Nahanni River, im Westen die östlichen Mackenzie Mountains sowie im Nordwesten bis zum Arctic Red River und manchmal sogar bis zum Peel River in Yukon.
Heute sind sie nur noch in folgenden Gemeinden in Kanadas Nordwestterritorien ansässig: Colville Lake (K'ahbamitue, K’áhbamı̨́túé – „Ptarmigan Net“), Deline (Fort Franklin) (Dèlįne – „wo das Wasser fließt“) Fort Good Hope (Charter Community of K'asho Got'ine) (Rádeyîlîkóé, Radeli Koe – „Ort der Wasserfälle“), Norman Wells (Tłegǫ́htį, Le Gohline, Łe Gǫ́hlı̨nı – „Ort des Öls“) sowie in Tulita (Fort Norman) (Tulít’a – „wo die Wasser/Flüsse sich treffen“) – in allen fünf Siedlungen leben Nachfahren von Heiraten zwischen Europäern und in der Region ansässiger Stämme – die Métis.
Die North Slavey unterteilten sich nochmals in vier regionale, kulturelle sowie unterschiedliche Dialekte sprechende Gruppen:
- die K'ahsho Got'ine (Hare(skin) Dene) (K'ahsho Got'ine Distrikt, heute: Colville Lake und Fort Good Hope, nannten sich selbst K'a so Got'ine/Katoo Got'ine – „Big Willow People - Volk der großen Weiden“ oder K’ahsho Got'ine/K'áshot' Got'ine („big-arrowhead-people - Volk mit großen Pfeilspitzen“); ihre heute allgemein übliche englische Bezeichnung als Hare(Skin) Dene ist vermutlich eine Falschübersetzung von Gahwié Got'ine – „Kaninchen(Fell)-Volk“, da sie gewebte Kleidung aus Schneehasen-Fellen trugen)
- die Shita Got'ine/Shúhtagot'ine (Mountain Dene) („Volk inmitten der Berge“, Tulit'a District, heute meist in Tulit'a (Fort Norman), weitere in Norman Wells, einige auch in Wrigley und in Ross River, auch Nahanni / Nahanni Dene genannt)
- die K'áálǫ Got'ine (Willow Lake Dene) („Volk am Willow Lake“, Tulit'a District, meist in Tulit'a (Fort Norman), einige in Norman Wells, der K’áálô Tué („Willow Lake“) – der heutige Brackett Lake – war ein bedeutender Jagd-, Sammel- sowie Handelsplatz der K’áálǫ Got'ine (Willow Lake Dene), bewohnen zusammen mit den Shita Got'ine/Shúhtagot'ine (Mountain Dene) diese zwei Siedlungen, wobei sie in Tulit'a die Mehrheit bilden)[4]
- die Sahtú Got'ine/Sahtúot'ine/Sahtú Dene ((Great) Bear Lake Dene) (Déline District, heute in Déline (Fort Franklin), während des Pelzhandels begannen viele K'ahsho Got'ine Bands vom Nordufer des Sahtú (Großer Bärensee) und die Satihot'in (Great Bear Lake Volk) und Et'at'in regional bands der Dogrib (Tłįchǫ)[5] vom Süden sowie einige Shita Got'ine, Gwich'in und South Slavey bei Déline (Fort Franklin) am Ufer des Sahtú bevorzugt Handel zu treiben, diese verschiedenen Dene Bands heirateten untereinander und bewohnten gemeinsame Siedlungen rund um das Fort sowie am Seeufer, entwickelten ab 1850 eine eigenständige Identität als Sahtúot'ine oder Sahtú Dene – „Volk des Great Bear Lake/Großen Bärensees“, ihr Dialekt weist große Einflüsse des Dogrib (Tłįchǫ Yatiì) auf)[6]

Die North Slavey nannten/nennen sich meist einfach Dene wá („das Volk“), manche abseits des Great Bear Lake in der Tundra und in den Bergen – und mehrheitlich von der Jagd lebende – Bands nannten sich auch Ɂehdzo Got’ı̨ne („Fallensteller-Volk“). Heute jedoch bezeichnen sie sich meist als Sahtú Dene / Sahtú Got'ine („Great Bear Lake Volk“), um sich von anderen Dene und speziell von den South Slavey abzugrenzen.
Die North Slavey lebten ebenfalls vom Fischfang sowie von der Jagd auf Elche, jedoch war für sie im Gegensatz zu den South Slavey die Karibujagd (medzih tthç – „Karibu-Fleisch“) von größerer Bedeutung. Um in der oftmals lebensfeindlichen Umwelt zu überleben (siehe: Kaninchenhunger), knüpften manche Gruppen mit benachbarten Dene Bands (South Slavey, Dogrib, Chipewyan) Handelsbeziehungen und festigten diese durch Heiraten untereinander; die heutigen North Slavey in Tulit'a (Fort Norman) und insbesondere in Déline (Fort Franklin) entwickelten hierauf eine eigenständige Identität sowie einen abweichenden Dialekt. Der aufkommende Pelzhandel verstärkte jedoch die Konkurrenz um die begrenzten Ressourcen, da viele feindlich gesinnte – jedoch besser bewaffnete und bevölkerungsreichere – Chipewyan sowie Waldland Cree immer weiter nach Nordwesten in Stammesgebiete der South Slavey vordrangen und manche Dene Bands (Dogrib und Yellowknife) auch weiter nordwärts in die Karibujagdgründe der North Slavey vordrangen, was zu oftmals kriegerischen Konflikten führte.

## Sprache
Die Slavey werden wie bereits erwähnt in zwei territoriale und sprachliche Stammesgruppen unterteilt, wobei die sprachliche Unterscheidung meist auf der Aussprache des Proto-Athapaskan-Lauts *dz *ts *ts’ *s und *z im Slavey beruht:
North Slavey oder Sahtúot’ı̨nę Yatı̨́ (ist eine Amalgamation von drei Dialekten):
- ᑲᑊᗱᑯᑎᑊᓀ K’áshogot’ıne oder Hare-Dialekt der K'asho Got'ine (Hare(skin) Dene)

PA *s > wh, *ts > f, *z > w, *dz > gw~b, *tsʼ > ʼw (IPA /ʍ, ɸʷ, w, kʷ~p, ʔʷ/).
- ᗰᑋᑯᑎᑊᓀ Shıhgot’ıne oder Mountain Slavey / Mountain-Dialekt der Shita Got'ine (Mountain Dene) und der K’áálǫ Got'ine (Willow Lake Dene)

PA *s > f, *ts > p, *z > v, *dz > b, *tsʼ > pʼ (IPA /f, pʰ, v, p, pʼ/).
- ᓴᑋᕲᒼᑯᑎᑊᓀ Sahtúgot’ıne oder Bear Lake Slavey / Bear Lake-Dialekt der Sahtúot'ine/Sahtu Dene ((Great) Bear Lake Dene)

PA *s > wh, *ts > kw, *z > w, *dz > gw, *tsʼ > kwʼ (IPA /ʍ, kʰʷ, w, kʷ, kʼʷ/).
South Slavey oder ᑌᓀ ᒐ Dene-thah, Dené Dháh, Dene Zhatıé der Dene Tha'/Deneða/Dene Dháa („Wahres Volk“), Deh Gah Got'ine („Volk am Fluss“) sowie der Deh Cho Dene („Volk entlang des Mackenzie River“) der South Slavey
PA *s > th, *ts > tth, *z > dh, *dz > ddh, *tsʼ > tthʼ (IPA /θ, tθʰ, ð, tθ, tθʼ/).

## Namensherkunft
Der Name ‘Slavey’ oder ‘Slave’ ist eine Übersetzung des abwertenden Wortes awokanak oder awonak aus der Cree-Sprache für den sanftmütigen Lebensstil der Slavey. Obwohl die Cree ihrer Verachtung hierdurch Ausdruck gaben, und die friedliebenden Slavey oftmals ausplünderten und ihnen durch Raubzüge immer mehr zusetzten, fürchteten sie (wie benachbarte Stämme auch) die Slavey als geschickte Zauberer (Hexer und Schamanen).
Um Verwechslungen mit dem englischen Begriff slave für Sklave zu vermeiden, werden die verschiedenen Gruppen heute meist als Slavey bezeichnet – und nicht wie früher üblich als Slave.

## Heutige First Nations der Slavey

### South Slavey First Nations
North Peace Tribal Council im Nordwesten von Alberta und im Nordosten von British Columbia
- Dene Tha' First Nation[11] (Verwaltungssitz: Chateh, leben in drei Siedlungen: Bushe River, Meander River und Chateh (vormals: Assumption), waren historisch auch als Upper Hay River Band; Hay Lake(s) Band; Hay River Indians; Slave Band; Slavey Indians at Hay Lake(s); Upper Hay River Post Indians und Bistcho Lake Tribe bekannt; ihr Stammesgebiet im Nordosten von BC sowie im Nordwesten von AB reichte im Norden bis zum Liard River und im Süden bis zum Peace River, Kernland war das Flussgebiet des Hay River; Indian Reserves: Amber River #211, Bistcho Lake #213 (am südwestl. Ufer des Bistcho Lake), Bushe River #207, Hay Lake #209, Jackfish Point #214, Upper Hay River #212 (80 km nordwestlich von High Level) und Zama Lake #210 (am südwestl. Ufer des Zama Lake), Population: 2.913)
- Fort Nelson First Nation[12] (auch: Fort Nelson Slavey Band, Fort Nelson Indian Band, Verwaltungssitz/Siedlung Fort Nelson liegt am Zusammenfluss des Fort Nelson River, Muskwa River und Prophet River im Northern Rockies Regional District im Nordosten von British Columbia, größtenteils Nachfahren von South Slavey aus Tlídli/Łidli Ku (Nelson Forks), Tli Gohtché/Tłigoh-ché (François), Tłu Tue (Fish Lake / Maxhamish Lake), Dídah Tthe (Pretty Hill), Medzih Deh (Deer River), Nádudhi Deezé/Nádo Deh Kue (Snake River), Goh Cho Kué (Kotcho), Fontas, Kahntah und Moose Lake sowie Woodland Cree aus dem Peace und Athabasca River Binnendelta, zudem auch Kaska Dena-Familien zwischen Watson Lake und Fort Nelson am Alaska Highway und mit diesen eng verwandte Sekani und Daneẕaa (Dunneza oder Beaver); South Slavey/Woodland Cree leben in sechs Hauptsiedlungen: Tthek’eneh Kúe (Old Fort Nelson), Fontas, Kahntah, Nádudhi Deezé/Nádo Deh Kue (Snake River), Tlídli/Łidli Ku (Nelson Forks) und Tli Gohtché/Tłigoh-ché (François), die Kaska Dena, Sekani und Daneẕaa in den Gemeinden Fireside, Muncho Lake („großer See“) am Südufer des Muncho Lake im Muncho Lake Provincial Park und in Toad River (vormals: Tsal-eh-chesi) am Unterlauf des Toad River („Kröten-Fluss“), sprechen heute Dene Tha / Dene Zhatıé (South Slavey) oder Nīhithawīwin (Woods Cree), einige Familien zudem noch Danezaa/Dane-zaa Záágéʔ; Indian Reserves: Fontas #1, Fort Nelson #2, Kahntah #3, Snake #5, Population: 894)

Dehcho First Nations in der Dehcho Region und South Slave Region im Süden von Denendeh (Nordwest-Territorien):
- Acho Dene Koe First Nation[14] (Verwaltungssitz/Siedlung: Echaot'ı̨e Kų́ę́/Echaot'l Koe/Echaot’îî Køç (Fort Liard) – „Ort/Heimat des Volkes aus dem Land der Riesen“[15], daher früher als Fort Liard Dene oder Fort Liard Band bezeichnet; Indian Reserve: Fort Liard Settlement, Population: 675)
- Deh Gáh Got'ie Dene First Nation[16] (auch: Deh Gah Gotie Dene Council / Deh Gáh Got’îê First Nation, Eigenbezeichnung: Deh Gáh Got’îê Dene/Deh Gah Got'ine – „Volk am Fluss“, Verwaltungssitz/Siedlung: Zhahti Kų́ę́/Zhahti Koe/Yahti Ndeé Køç (Fort Providence) – „Ort des Missionshauses“, daher bezeichneten die meist familiär mit ihnen verwandten Métis das Fort als Deh Gah Got’ie Koe – „Ort/Heimat des Volks am Fluss“, Indian Reserve: Fort Providence Settlement, Population: 1.080)
- Jean Marie River First Nation[17] (auch Tthek’ehdeli First Nation, Eigenbezeichnung: Tthets’ek’ehdeli Got’ie, Tthek'éhdélį/Tthets’éhk’edélį – „über Ton fließendes Wasser“, Verwaltungssitz/Siedlung: Jean Marie River; Indian Reserve: Jean Marie River Settlement, Population: 138)
- K'atlodeeche First Nation[18] (Verwaltungssitz/Siedlung sowie Indian Reserve: Hay River Reserve (Hay River Dene 1), 134,07 km², Eigenbezeichnung: Katl'odehche Dene – „Volk entlang des Katl'odehche (Hay River), wörtlich: Volk entlang des Flusses mit viel Gras entlang des Ufers“, ihr Stammesgebiet erstreckte sich vom Hay River und Tathlina Lake im Westen ostwärts entlang des Ejie Túé Dehé (Buffalo River) bis jenseits des Slave River sowie im Norden von der Deep Bay am Great Slave Lake südwärts bis zum Ejie Túé (Buffalo Lake) und teilweise bis in den Norden Albertas; ihr Kernland umfasste das Ejié Túé Ndáde/Eh-jzhe-twé-in-DA-deh genannte Gebiet am Westufer des Ejie Túé (Buffalo Lake) sowie entlang des Ejie Túé Dehé (Buffalo River); die First Nation besteht zumeist aus South Slavey und zugewanderten Chipewyan, Population: 600)
- Ka'a'gee Tu First Nation (auch: Kakisa Lake Dene, Eigenbezeichnung: Ka'a'gee Tu Dene/K'ágee Tu Dene – „Volk am Ka'a'gee Tu/K'ágee Tu (Kakisa Lake), wörtlich: Volk am See zwischen den Weiden“, Verwaltungssitz/Siedlung: K'ágee (Kakisa) am Kakisa Lake südöstlich von Fort Providence, ursprünglich lebte die First Nation am Tathlina Lake, zog jedoch 1962 an den heutigen, näher am Mackenzie Highway gelegenen Ort um, der durch eine 13 km lange Straße mit dem Highway verbunden, Indian Reserve: Kakisa Lake Settlement, Population: 71)
- Liidlii Kue First Nation (Verwaltungssitz/Siedlung: Fort Simpson, Łíídlįį Kų́ę́, Liidli Koe oder Łíídlîî Køç – „Ort, wo zwei Flüsse zusammenfließen“, da die Siedlung am Zusammenfluss des Mackenzie und Liard River liegt, Indian Reserve: Fort Simpson Settlement, Population: 1.292)
- Nahanni Butte Dene Band (auch Naha Dehe Dene Band, Verwaltungssitz/Siedlung: Nahanni Butte, Tthenáágó – „starker Fels“, die Siedlung liegt am Zusammenfluss von Liard und South Nahanni River im südwestlichen Teil der NWT; Indian Reserve: Nahanni Butte, Population: 138)
- Pehdzeh Ki First Nation (Verwaltungssitz/Siedlung: Wrigley, Pedzéh Kñ, Pedzéh Kį oder Tthedzéh Køç – „Ort, wo Ton ist“, die Siedlung liegt am Ostufer des Mackenzie River nahe der Einmündung des Wrigley River; Indian Reserve: Wrigley Settlement, Population: 346)
- Sambaa K’e First Nation (auch Sambaa K'e Dene Band, Verwaltungssitz/Siedlung: Sambaa K’e (ehemals Trout Lake) – wörtlich: „Ort des Lake trout“, Lake trout ist die englische Bezeichnung für den Amerikanischen Seesaibling, seltener als Łuezô Tué bezeichnet, die Siedlung liegt am Südufer des gleichnamigen Sees; Indian Reserve: Trout Lake Settlement, Population: 119)
- West Point First Nation (Verwaltungssitz/Siedlung: West Point, Ts’ueh Nda – „Spruce Point“ – „Fichten-Platz“, die heutige First Nation besteht aus Stammesmitgliedern verschiedener indigener Ethnien: Chipewyan (Denesuline) von Lutsel K'e (früher: Snowdrift), Gwich'in von Inuvik sowie zu den South Slavey zählende Bands, die Deh Gá´Got'ine von Fort Providence, die Liidli Kue Dene von Fort Simpson, die Kakisa Lake Dene vom Kakisa Lake sowie die K'atlodeeche Dene vom Tathlina Lake, Population: 73)

### North Slavey First Nations
Sahtu Dene Council
- Behdzi Ahda First Nation (Verwaltungssitz/Siedlung: Colville Lake (K'áhbamį́túé oder K’áhbamį́ Túé - ″ptarmigan net place″ - „Schneehühner-Jagd-Platz“), die Siedlung liegt am Südufer des gleichnamigen Colville Lake, traditionelles Stammesgebiet der K'ahsho Got'ine (Hare(skin) Dene); das umliegende Gebiet wird immer noch von ihnen bewohnt und zur Jagd und zum Fischfang genutzt; Indian Reserve: Colville Lake Settlement, Population: 219)
- Deline First Nation[20] (Verwaltungssitz/Siedlung: Déline (Délınę) – „wo das Wasser fließt“, vormals: Fort Franklin, die Siedlung liegt am Oberlauf des Großen Bärenfluss (Sahtu De), wo er aus dem Großen Bärensee austritt und zum Mackenzie River fließt, ein nahe gelegener Platz, wo der See selten vereist, war ein bedeutender Fischgrund für die Sahtúot’ine/Sahtugotine (Bear Lake Dene); nennen sich Dene Wai („das Volk“), von anderen North Slavey manchmal auch als Neyagot'me bezeichnet, während des Pelzhandels entwickelten seit Mitte des 19. Jhd. Bands der K'ahsho Got'ine (Hare(skin) Dene), nach Norden wandernde Sahtigot'in/Sahti K'e Hot'iį („Great Bear Lake People“) der Tłįchǫ (Dogrib), einigen Shita Got'ine (Mountain Dene) sowie Gwich'in aus dem Norden, die alle nun regelmäßig bei Fort Franklin (von den Dogrib Dôline genannt) Handel trieben und untereinander heirateten als Sahtúot’ine/Sahtú Dene (Great Bear Lake Dene) eine eigenständige Identität, zudem entwickelten sie einen durch Dogrib (Tłįchǫ Yatiì) geprägten abweichenden Dialekt; Indian Reserve: Fort Franklin Settlement, Population: 988)
- Fort Good Hope First Nation (auch K’asho Gotine Dene Band, Verwaltungssitz/Siedlung: Fort Good Hope (Charter Community of K'asho Got'ine), Rádeyîlîkóé oder Rádeyįlį Kóé – „Ort der Wasserfälle“ von den ansässigen K'ahsho Got'ine (Hare(skin) Dene) genannt, liegt auf einer Halbinsel zwischen Jackfish Creek und dem Ostufer des Mackenzie River, ca. 145 km nordwestlich von Norman Wells, Indian Reserve: Fort Good Hope Settlement, Population: 869)
- Tulita Dene First Nation (auch Tulita Dene oder Tulita Band Council oder Begade Shotagotine First Nation, Verwaltungssitz/Siedlung: Tulit'a – „da wo sich die zwei Flüsse treffen oder zusammenfließen“, vormals Fort Norman, die Sahtigot'in/Sahti K'e Hot'iį („Great Bear Lake People“) Lokalgruppe der Tłįchǫ (Dogrib) unter Führung des vielleicht bekanntesten und bedeutendsten Tłįchǫ-trading chief Bear Lake Chief (K'aàwidaà – “highest trader”, auch bekannt als Francis Yambi, Eyambi, Eyirape, *1852 - † 1913) kam zum Handeln nach Fort Norman (von den Dogrib Tiłiht'a, Tiłiht'a Kǫ genannt), beide Gruppen heirateten untereinander; Indian Reserve: Fort Norman Settlement, Population: 681) – sind als Begade Shotagotine (Englisch), Begaa Deh Shuh Tah Got’ie (North Slavey-Dialekt) oder als Begaee Shuhagot'ine (South Slavey-Dialekt) ebenfalls Mitglied der Dehcho First Nations der South Slavey